# قطعنامه ۱۹۸۹ شورای امنیت
قطعنامه ۱۹۸۹ شورای امنیت سازمان ملل متحد که در تاریخ ۱۷ ژوئن ۲۰۱۱ تصویب شد، سندی بین‌المللی دربارهٔ تهدید صلح و امنیت جهانی به دلیل فعالیت‌های تروریستان است. این قطعنامه طی نشست ۶۵۵۷ام با ۱۵ رای موافق، ۰ مخالف و ۰ ممتنع تصویب شد.